# Mlewnik walcowy
Mlewnik walcowy – maszyna stosowana w przemyśle młynarskim i olejarskim, służąca do rozdrabniania ziarna.

Schemat mlewnika walcowego na podstawie.
1 – ziarno 2 – walce zasilające 3 – walce mielące 4 – szczotki 5 – mlewo

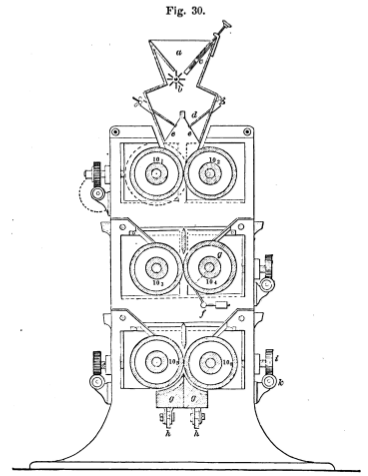
Schemat mlewnika z trzema parami walców, około 1870 roku

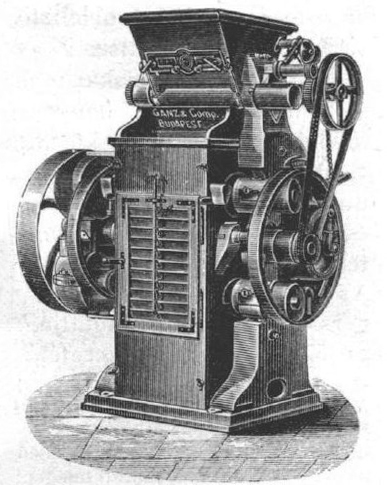
Mlewnik walcowy firmy Ganz, 1874

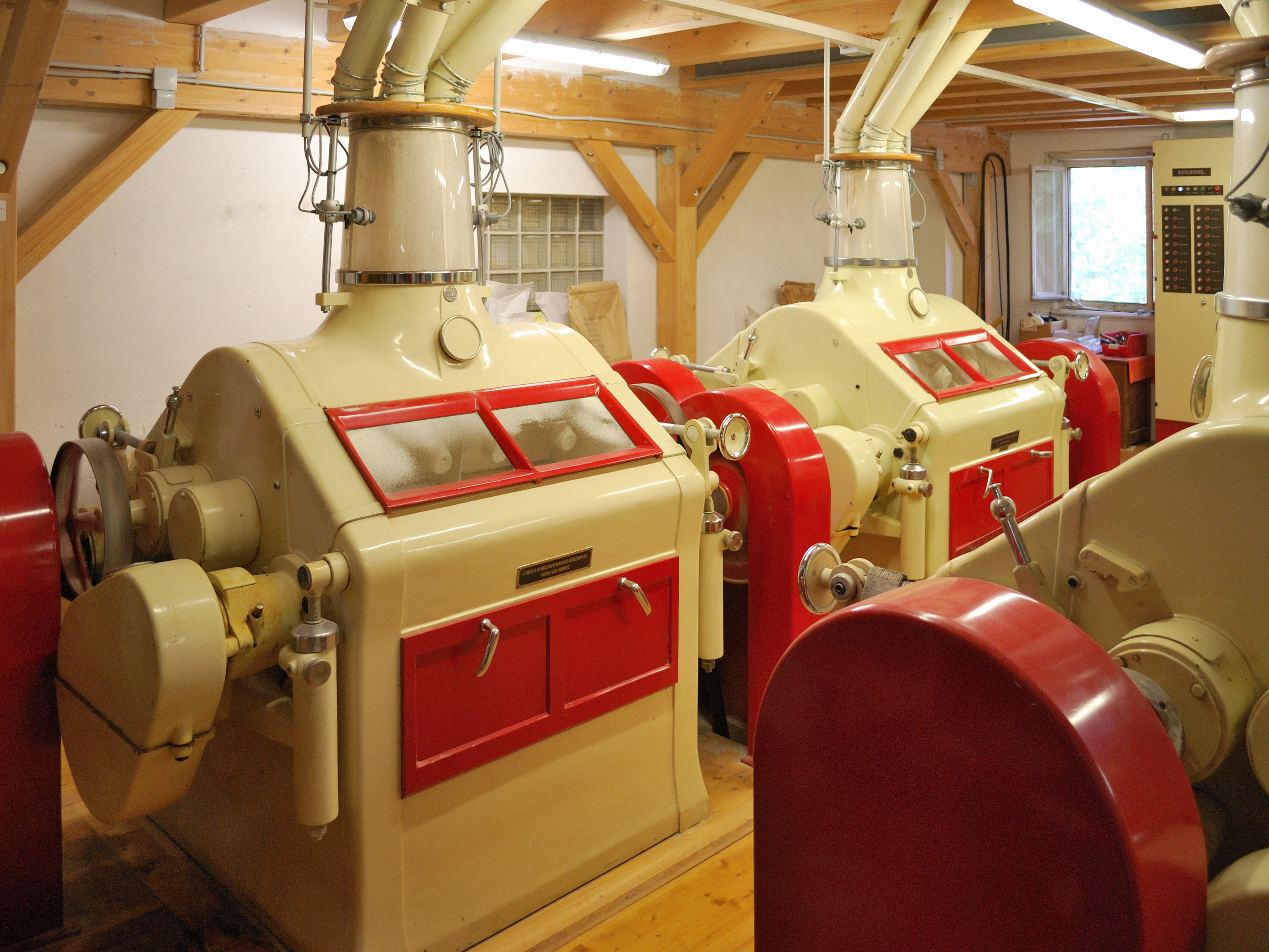
Mlewniki walcowe w „Zechlesmühle an der Glems” w Niemczech

## Budowa i działanie
Zasadniczą częścią pracującą mlewnika walcowego jest para równolegle ułożonych walców z utwardzonego powierzchniowo żeliwa. Obracają się one w przeciwnych kierunkach. W cienką szczelinę między nimi, zwaną strefą mielącą, wprowadzany jest za pomocą walców pomocniczych surowiec, którego ziarna są rozdrabniane przez współpracujące walce. Ich powierzchnie są oczyszczane z mlewa przez znajdujące się pod nimi szczotki. 
Charakterystyka przemiału jest determinowana przez kształt, rozmiar i twardość ziaren surowca oraz rodzaj powierzchni i rotację walców. 
Walce o gładkich powierzchniach głównie rozgniatają i rozcierają surowiec, przy czym udział rozcierania jest tym większy, im bardziej powierzchnie walców są chropowate oraz im bardziej różne są ich prędkości obwodowe. 
W przypadku walców o powierzchni rowkowanej na ziarna działają, oprócz rozgniatania i rozcierania, także siły tnące, zginające i rozrywające. Generalnie im węższa jest szczelina pomiędzy walcami, tym drobniejszy jest przemiał. Jednak na to, które części ziarna zostaną bardziej rozdrobnione, a które mniej i na proporcje poszczególnych frakcji w produkcie końcowym ma wpływ także geometria rowków w walcach oraz ich wzajemne ułożenie w momencie największego zbliżenia. Stosowane są ustawienia ostrze na ostrze, które daje duży udział sił tnących,  grzbiet na grzbiet z przewagą rozgniatania i rozcierania, a także rzadziej wybierane ostrze na grzbiet i grzbiet na ostrze. Dodatkowo nacięcie rowków spiralnie pod dużym kątem do tworzącej walca daje większy efekt rozcierający, niż gdy ten kąt jest mały. W parach walców o różnych prędkościach obwodowych ważniejszą rolę w przemiale odgrywa walec szybkoobrotowy, którego ostrza rowków rozdrabniają surowiec dostarczany do strefy mielącej i przytrzymywany przez walec wolnoobrotowy.
Powyższe ustawienia wpływają także na zużycie energii w trakcie mielenia.

## Historia
Próby stosowania walców do mielenia zboża miały miejsce ok. XI w. w klasztorze St. Geronimo koło Salamanki. Później urządzenie tego typu zbudował także Ramelli w 1588, który zastosował żelazne walce lekko stożkowego kształtu. Dzięki ich przesuwaniu względem siebie można było regulować szerokość szczeliny między nimi. Konstruowali je także de la Gache w 1722 i Anglik S. Watson w 1774 roku. Technicznie nie były one do tego stopnia udane, żeby znaleźć naśladowców.
Pierwszy skuteczny mlewnik walcowy skonstruował prawdopodobnie Szwajcar Justin Helfenberger ze wspólnikami w szwajcarskim Rorschach w 1820 roku. Pracę nad udoskonaleniami podjęli rok później bracia Bollinger w Wiedniu i Marek Müller w Warszawie. Ten ostatni swój mlewnik zbudował w 1822 i uzyskał od władz Królestwa Polskiego na okres 10 lat związany z nim przywilej. W jego maszyny wyposażono w 1825 r. młyn parowy Tomasza i Henryka Łubieńskich na Solcu w Warszawie; zainstalowano je także w młynach w Trieście i w Szwajcarii. Od 1823 mlewniki walcowe były produkowane w Paryżu, a w 1835 Sulzberger wynalazł w Zurychu pierwsze naprawdę skuteczne mlewniki z różnymi prędkościami walców i podjął tam ich produkcję. 
W celu uzyskania walców odpowiedniej twardości wypróbowywano bardzo różne materiały: żelazo lane i kute, stal, porcelanę i kamień. Ostatecznie najlepszą technologią okazały się odlewy żeliwne z utwardzaną powierzchnią. Takie walce z rowkami otrzymały pierwsze dojrzałe technicznie mlewniki firmy Ganz & Co z Budapesztu, skonstruowane przez Andrása Mechwarta w oparciu o wyposażone w walce porcelanowe maszyny Friedricha Wegmanna. Wczesne mlewniki miały zwykle jedną parę walców, choć próbowano także budowy urządzeń wielopasażowych, w których surowiec wejściowy przechodzi kolejno przez kilka par wałków. Mlewniki o dwóch niezależnych parach walców upowszechniły się w latach 30. XX wieku.